# Parafia św. Michała Archanioła w Błędowie
Parafia Świętego Michała Archanioła w Błędowie – parafia rzymskokatolicka, znajdująca się w diecezji toruńskiej, w dekanacie Wąbrzeźno. 